# シャーフー (コールハープル藩王)
シャーフー（, 1874年7月26日 - 1922年5月6日）は、インドのデカン地方、コールハープル藩王国の君主（在位：1884年 - 1922年）。

## 生涯
1874年7月26日、ジャイ・シング・ラーオ・ガートゲーの息子として、コールハープルで誕生した。
1883年12月25日、コールハープル藩王国の君主シヴァージー6世が死亡すると、翌1884年2月22日に後継者に選ばれ、戴冠式を行った。また、同年3月17日にはシヴァージー6世の未亡人の妃に養子とされ、箔付けも得た。
1885年3月20日に生年に達するまで、シャーフーは摂政団のもとで統治した。
1900年5月24日、シャーフーはそれまでの君主の称号をラージャからマハーラージャに変えた。
1922年5月6日、シャーフーはコールハープルで死亡し、ラージャーラーム3世が藩王位を継承した。